# 奥马尔·巴沙尔
奥马尔·巴沙尔（阿拉伯語：عمر بشير，1970年—），伊拉克裔匈牙利音乐家。

## 生平
奥马尔·巴希尔在1970年出生于匈牙利布达佩斯。父亲是乌德琴演奏大师穆尼尔·巴希尔（Munir Bashir），母亲是匈牙利人。他的叔叔是著名音乐家贾米勒·巴沙尔（Jamil Bashir）。其於5岁时在父亲的教导下学习乌德琴。

## 专辑
奥马尔·巴希尔一共发布了20张CD。他的专辑疯狂的乌德琴在2010年EMI由唱片公司发布。他已经发布的专辑按时间顺序排列如下：
- Duet of the Two Bashirs: Munir and Omar - 1994，两个巴希尔的二重奏：穆尼尔·奥马尔 - 1994年，法国报纸在当时称为“最佳音乐表演。”
- From the Euphrates to the Danub - 1997,从幼发拉底河到多瑙河的- 1997年，乌德琴音乐和西方音乐的混合曲风。
- Ashwaq - 1998，阿什瓦克-1998，乌德琴solo。
- My Memories - 1998，我的回忆 - 1998年，乌德琴和打击乐器。
- Flamenco Night - 1998，弗拉门戈之夜 - 1998年。
- Al Andalus - 1999，安达卢斯 - 1999年，第一次组合的乌德琴和吉他，沙欣在黎巴嫩的生产。
- Zikrayati - 1999。宰克热亚提-1999，这首歌的标题的意思是“我的回忆”的乌德琴和打击乐演奏。
- Live Solo Oud Performance - 2000，乌德琴现场独奏 - 2000年，在贝鲁特，黎巴嫩表演。
- Sound of Civilizations - 2001，文明之音 - 2001年。
- To My Father - 2002，致我的父亲 - 2002年，与他的父亲一起的乌德琴和打击乐演奏，即兴的表演作品。
- Gypsy Oud - 2003，吉普赛乌德 - 2003年，乌德琴和匈牙利 吉普赛音乐
- Latin Oud-2004 拉丁乌德 - 2004年
- Oud Hawl al Alam -2004，乌德琴环绕世界 2004年，在布达佩斯音乐会现场首演。
- Crazy Oud - 2010,疯狂的乌德琴- 2010年，此涉及到各种音乐风格，例如伊拉克风格木卡姆，伦巴舞，弗拉明戈，蓝调，氛围音乐，古典，民俗，和即兴
- Masters of Oud - 2010，乌德琴大师 - 2010年，由穆尼尔·奥马尔·巴希尔和EMI唱片公司发行，创造了CD混音"Baghdad Blues - Desert Launch",，“Mesopotamix”和“"Café du Paris"”。
- Takasim - 2012年，塔卡西姆-2012，乌德琴INEDIT Records音像制作
- The Dancing Oud - 2013，乌德之舞- 2013